# Адалард Сенешаль
Адалард Сенешаль (фр. Adalard le Sénéchal; бл. 810 — після 865) — граф, сенешаль імператора Людовика I Благочестивого у 831—840 роках, маркіз Нормандської Нейстрійської марки в 861—865 роках, ймовірно син Летарда Паризького, графа Фезансаку.
Адалард мав великий вплив при дворі імператора Людовика I Благочестивого, після смерті якого брав участь у міжусобицях його синів. Пізніше служив королю Лотарингії Лотарю II, але після зближення останнього з королем Східного Франкського королівства Людовиком II Німецьким був змушений перебратися в Західне Франкське королівство, де виявився залучений в боротьбу проти впливового роду Роргонідов. Пізніше повернувся в Лотарингію, де невдало намагався видати свою доньку за сина Людовика Німецького.

## Біографія
Адалард, ймовірно, походив зі знатного роду Жерардидів і був впливовим графом під час правління імператора Людовика I Благочестивого, який зробив його своїм сенешалем. За повідомленням історика Нітгарда, Адалард користувався довірою імператора, але використовував цю довіру, «щоб задовольнити свою жадібність і жадібність своїх родичів». Також від час правління Людовика Адалард став світським аббатом монастиря Святого Мартина в Турі.
Після смерті імператора Людовика I розпочалася боротьба між його синами. Старший з них, імператор Лотар I, зажадав від братів, Людовика II Німецького і Карла II Лисого, визнати його владу над ними. Однак Карл і Людовик відмовилися це зробити. При цьому, за повідомленням Нітхарда, Лотар за те, що Адалард відмовився присягнути йому, позбавив його земель, дарованих свого часу імператором Людовиком I. У результаті Адалард став у конфлікті на сторону Карла. Брав участь у посольствах у ролі посланника Карла до Лотаря. Пізніше Адалард був одним із командувачів армією Карла в битві біля Фонтенуа (841 рік), зробивши вирішальний внесок у перемогу над армією Лотаря.
Після перемоги Адалард вів переговори з Людовиком Німецьким і графом Гізельбертом з Маасгау. У 842 році вплив Адаларда на Карла зріс настільки, що він зміг одружити його зі своєю племінницею Ірментрудою, донькою своєї сестри Ангельтруди і графа Еда Орлеанського.
Після укладення 843 року Верденського договору Адалард переїхав у Східне Франкське королівство, до двору короля Людовика Німецького. 844 року він обміняв абатство Сен-Мартен-де-Тур на абатство Сен-Квентін.
Від 849 року основна діяльність Адаларда була пов'язана з так званим Середнім Франкським королівством (майбутньої Лотарингією). У 850-х роках про нього є згадки як про світського абата монастирів Ехтернах, Сен-Максімін у Трірі, Стабло-Мальмеді і Сен-Васт в Аррасі, а пізніше — як управителя Лоршського монастиря. Після смерті імператора Лотаря I він служив його синові, королю Лотарю II. Однак 861 року став жертвою суперництва своїх родичів, графів Удо, Беренгара і Вальдо Абата, з королем Людовиком Німецьким. Вони були змушені тікати до двору Лотаря II, де їх прихистив Адалард. Водночас Лотар II зблизився з Людовиком Німецьким, в результаті чого Адалард разом з Удо, Беренгаром і Вальдо був змушений тікати до двору короля Західного Франкського королівства Карла II Лисого.
Того ж року Карл II для захисту Нейстрії від вікінгів утворив дві Нейстрійські марки. Правителями однієї з них, Нормандської марки, були призначені Адалард, Удо і Беренгар. Це призначення викликало заздрість представників могутнього роду Роргонідів, які займали чільне місце в тій місцевості і вважали цю область своєю. В результаті граф Менський Роргон II разом з братом Гозфрідом об'єдналися з королем Бретані Саломоном і напали на марку. Для того, щоб досягти миру, Карл був змушений в 865 році передати Нормандську марку Гозфріду.
Після 865 року Адалард повернувся в Лотарингію. Він намагався видати заміж свою дочку за принца Людовика, одного з синів короля Людовика Німецького, проте заручини були розірвані. Після цього згадки про Адаларда зникають.

## Шлюб і діти
Ім'я дружини Адаларда невідоме. Згідно з дослідженнями історика Едуарда Главички дітьми Адаларда могли бути:
- Стефан (пом. після 18 вересня 882), граф
- Адалард II (бл. 840—890), граф Меца
- донька (ум. після 865)